# اوه اوسمیس
اوه اوسمیس (استونیایی: Eve Uusmees؛ زادهٔ ۲۷ دسامبر ۱۹۳۶) شناگر استونیایی‌تبار اهل شوروی بود.
وی در مسابقات کشوری و بین‌المللی در مجموع برندهٔ ۱ مدال نقره شده‌است.